# 一年生になったら
「一年生になったら」（いちねんせいになったら）は、1966年に発表された童謡である。作詞はまど・みちお、作曲は山本直純。
日本音楽著作権協会のデータベースによると、楽曲としての正式タイトルは表記の通りであるが、後述の2011年に刊行された絵本のタイトルは「一ねんせいになったら」である。
小学校に進学して100人の友人を作り、100人と自分で楽しいことをやりたいという内容である。幼稚園などの卒園式や小学校の入学式、歓迎会などでよく歌われる。
2011年には、かべやふよう（壁谷芙扶）が絵を付ける形で本作の絵本がポプラ社から刊行された。
2014年9月6日より、まどの地元である山口県周南市の徳山駅で、在来線下り方面の接近メロディに採用されている。